# Área funcional estable
Un área funcional estable es el nombre que recibe en la ordenación del territorio de la comunidad autónoma española de Castilla y León el conjunto de municipios formado por una UBOST urbana (ciudad de más de 20.000 habitantes) y los de su entorno o alfoz con los que mantiene relaciones funcionales. Es decir, viene a definir lo que de una forma genérica suele denominarse en urbanismo como área metropolitana.
La figura del área funcional estable está descrita por la Ley de Ordenación, Servicios y Gobierno del Territorio de la Comunidad de Castilla y León (LORSERGO), del año 2013, la cual especifica que se forman con los municipios colindantes inmediatos de la ciudad principal, así como los colindantes de estos últimos que estén a una distancia de unos 15 km en línea recta del municipio más poblado.
Un total de catorce áreas funcionales estables fueron declaradas en 2014 mediante un decreto ley por la Junta de Castilla y León. De las catorce áreas funcionales, nueve tienen como centro a ciudades que son capitales de provincia: 
- Área funcional estable de Aranda de Duero
- Área funcional estable de Ávila
- Área funcional estable de Benavente
- Área funcional estable de Burgos
- Área funcional estable de León
- Área funcional estable de Medina del Campo
- Área funcional estable de Miranda de Ebro
- Área funcional estable de Palencia
- Área funcional estable de Ponferrada
- Área funcional estable de Salamanca
- Área funcional estable de Segovia
- Área funcional estable de Soria
- Área funcional estable de Valladolid
- Área funcional estable de Zamora